# جوليان بيرنسايد
جوليان بيرنسايد (بالإنجليزية: Julian Burnside)‏ هو كاتب للأطفال ومحامي وكاتب وناشط حقوق الإنسان أسترالي، ولد في 9 يونيو 1949.